# Martiniana
Martiniana là một chi bọ cánh cứng trong họ 
Elateridae.
Chi này được miêu tả khoa học năm 1997 bởi Schimmel.

## Các loài
Chi này có các loài:
- Martiniana carinata Schimmel, 1997